# 솔샘초등학교
솔샘초등학교는 대한민국 강원특별자치도 원주시에 있는 초등학교다.

## 학교 연혁
- 2014년 3월 1일 개교 및 병설유치원 개원